# Richard Foltz
Pour les articles homonymes, voir Foltz.
Richard Foltz, né le 19 avril 1961 à Columbus, est un universitaire canadien, spécialiste du monde iranien, de l’histoire de la culture iranienne ainsi que du zoroastrisme.

## Biographie
Avant d’entrer dans le domaine scientifique, Richard Foltz vécut à Paris où il travailla en tant que musicien et journaliste. De 1980 à 1986, il joua dans le groupe de Christian Boulé et dans son propre groupe Pravda. Il collabora également avec le pianiste-compositeur Cyrille Verdeaux (Clearlight). Il fut critique de cinéma à la revue Passion : the magazine of Paris de 1983 à 1986, et contribua aussi à City magazine, Télérama, Autrement, ainsi qu’à l’International Courier (Rome), The Athenian (Athènes), et Politiken (Copenhague).
De retour aux États-Unis, il fit des études de littérature persane et de linguistique appliquée à l’université d’Utah, où il obtint sa maîtrise en 1988. Ensuite, il enseigna à l’université de Koweït, puis retourna de nouveau aux États-Unis pour faire son doctorat en histoire du Moyen-Orient à Harvard, où il soutint sa thèse sur les relations ouzbeko-mogholes (XVIe – XVIIe siècles) en 1996. Ses recherches doctorales furent effectuées en Ouzbékistan, en Inde, au Pakistan, et en Iran.
Richard Foltz a enseigné aux universités de Brown, Columbia, et de la Floride. Il est présentement professeur titulaire au département des religions et cultures à l’Université Concordia, Montréal. Il est l'auteur d'une centaine d'articles scientifiques et ses œuvres ont paru en une douzaine de langues.

## Publications principales
- The Ossetes: Modern-Day Scythians of the Caucasus. — London: Bloomsbury, 2021.
- A History of the Tajiks: Iranians of the East, London: Bloomsbury, 2019.
- Iran in World History, New York: Oxford University Press, 2016.
- Religions of Iran: From Prehistory to the Present, London: Oneworld, 2013.
- Religions of the Silk Road: Premodern Patterns of Globalization, 2e édition, New York: Palgrave Macmillan, 2010.
- Animals in Islamic Tradition and Muslim Cultures, Oxford: Oneworld, 2006.
- Mughal India and Central Asia, Karachi: Oxford University Press, 1998.
- Conversations with Emperor Jahangir, traduit du persan par Richard Foltz, Costa Mesa: Mazda Publishers, 1998.

## Publications en langue française
- Les Ossètes : Scythes modernes du Caucase, Québec, Les Presses de l'Université Laval, 2025.
- Les Tadjiks: Persanophones d'Afghanistan, d'Ouzbékistan et du Tadjikistan, Québec, Les Presses de l'Université Laval et Paris, Éditions Hermann, 2024.
- Les religions de la Route de la soie : Les voies d’une mondialisation prémoderne, Montréal, Les Presses de l'Université Concordia, 2020.
- L’Iran, creuset de religions : de la préhistoire à la Révolution islamique, Québec, Les Presses de l'Université Laval, 2007.
- « L'islam face à la crise environnementale », dans Cory Andrew Labreque, dir., Parle à la terre et elle t'instruira: Les religions et l'écologie, Québec, 2022, 145-156.
- « Renouveau du paganisme scythe chez les Ossètes du Caucase », tr. Gottfried Yann Karlssohn, Un tiers chemin, (2 décembre 2020).
- « La route vers l’universel: Les Arabes et le commerce », dans Henda ben Salah, dir., Arabitudes, l’altérité arabe au Québec, Montréal, 2010, 201-206.
- « Les animaux dans l’islam, » dans Marie-Hélène Parizeau et Georges Chapouthier, dirs., L'être humain, l'animal et la technique, Québec, 2007, 63-76.

### Sources
- page du Prof. Foltz sur le site de l’Université Concordia
- L'Iran: une empreinte qui perdure
- L’Iran, creuset de religions sur le site des Presses de l’Université Laval